# 鬼神童子ZENKI
《鬼神童子ZENKI》是菊秀原作、黑岩善宏負責繪製的日本漫畫。起初於集英社《月刊少年Jump》1992年8月號以短篇的方式發表，但與連載版的設定不同；之後從同雜誌的1992年12月號開始連載，至1996年9月增刊號完結，單行本全12冊。2005年竹書房發行新版單行本全7冊，重新製作標題與封面。中文代理方面，集英社版單行本在台灣由長鴻出版社發行、在香港由天下出版發行，竹書房版單行本無中文版。
動畫方面，1995年於東京電視網播出同名電視動畫，1997年發行OVA的外傳動畫。

## 劇情簡介
原作
役小角是日本最偉大的降魔師，他役使「前鬼」（又名「朱鬼神」）對抗世上的邪惡。小角逝世之前，把前鬼封印在一個石碑中，並留下一個護法輪。此石碑被封印在「鬼神鎮」的「役咒法堂」正殿。當災難出現、護法輪發出光芒時，就對著天空畫五芒星，唸小角秘傳的咒語，使前鬼甦醒。
在千年以後的鬼神鎮，貓丸與犬丸為了尋找傳說中「役小角的祕寶」而來到鬼神鎮，想以此「祕寶」成為億萬富翁。他們趁夜侵入役咒法堂正殿，破壞了結界，撕除了「祕寶」盒上的符咒，打開盒蓋一看，裡面是一顆「寄生果」。寄生果看起來像是一顆眼球，會附身在被強烈慾望薰心的身上，然後依不同的欲望變成不同的「寄生獸」。小角的後代役小明，擁有能力讓前鬼解除封印，以前鬼的力量消滅寄生獸、解救被寄生果附身的人。
電視動畫
役小角是千年前的降魔師，擁有極高強的咒力，他役使前鬼打敗暗黑神「羯磨」。小角打敗羯磨之後，把前鬼封印起來，直到世間再度瀰漫邪氣。
在千年以後的鬼神鎮，被強烈欲望薰心的一個男人解開了寄生果上的封印。小角的後代役小明，擁有能力讓前鬼解除封印，以前鬼的力量消滅寄生獸、解救被寄生果附身的人。
外傳OVA《鬼神童子 ～黯鬼奇譚～》
在櫻花盛開的季節，某個深山村落陸續傳出了4位少女遇害的消息。接獲委託的小明與前鬼來到了這個村落進行調查，此時她們發現了一個秘密：遇害者幾乎都是17歲少女。而事件的背後隱藏了一個更驚人的事實：這些少女都是為了使村裡傳說中的鬼復活的活祭品。

## 登場人物
目前集英社授權之兩種中文版都已經絕版，下列設定資料均以電視動畫版為主，電視動畫版用語以中視版為主。

### 主要角色
役小明（CV：橫山智佐；馮友薇（臺灣中視版）、鄭仁麗（臺灣八大版）；林元春（TVB）、曾秀清（影碟））
女主角，役小角的後裔，鬼神鎮「役咒法堂」現任堂主役小鬼的孫女，「土御門女子高級中學」學生，見習降魔師。留著一頭紫色長髮，平時以兩串珠紮成雙馬尾。
在故事開頭遭寄生獸攻擊，千鈞一髮之際解開了前鬼的第一段封印，並得到能役使前鬼的「護法輪」，其後與前鬼為祛除邪惡而戰。故事中，逐漸學會各種咒術，如「火炎咒」、「烈風咒」。直呼前鬼與後鬼，不尊稱「前鬼殿下」、「後鬼殿下」。
在原作及電視動畫版中提供最多殺必死，包括全裸入浴及出浴、被寄生獸割斷比基尼泳衣上半部而上空、被栗林變成的寄生獸掀裙露內褲等。
在電視動畫版中以單手畫五芒星解開前鬼第二段封印，所用咒語全文，中視版譯詞：「我召喚你回來！重生吧，前鬼！遵從我命，祛除邪惡！——解除！解開束縛！重生吧，前鬼！我還你原形！」香港VCD版粵語譯詞：「鬼神束縛，我為你解除！打破被咒當日嘅封印！——破印！立即現身！鬼神前鬼，速臨現世！」
前鬼（CV：山口勝平；魏伯勤（臺灣共通）；林保全（TVB）、雷霆（影碟））
男主角，是千年前被役小角封印的前鬼，千年後被小明解開第一段封印而來到鬼神鎮。平時受制於第二段封印，維持小孩的型態，力量弱小；戰鬥時由小明解開第二段封印，而恢復成力量強大的原貌。最愛吃寄生果，能聞到寄生果的氣味。
鬼神前鬼（CV：小杉十郎太；魏伯勤（臺灣共通）；林保全（TVB）、雷霆（影碟））
前鬼被解開第二段封印時最初的形體，擁有驚人的力量。初期以受役小角賦予、從自己右手肘冒出的紅色尖角「金剛角」作為武器，搭配小明的咒術可使出各種招式。首次被小明解開第二段封印時想要殺了小明以重獲自由，卻被小明的護法輪變回小孩的型態而作罷，隨即放棄殺了小明，但經常與小明吵架，常蔑稱小明「臭丫頭」。
在原作中，由於役小角秘傳的咒語「鬼神解縛秘咒」咒文不完全，無法發揮全部力量。
在電視動畫版中期，得到黃金龍化身的「黃金斧」作為武器，卻因為無法駕馭而陷入暴走狀態。
絕招為「極霸光」（極覇光（ルドラ），中視版譯為「極道光」），引用電光之力向周遭釋放。若全力而為，則能將方圓數里夷為平地；但同時也會反傷其身，輕則虛脫乏力，重則消滅殆盡。
前鬼 完全鬼神
在原作中，小明唸完「鬼神解縛秘咒」全部咒文以後，前鬼的完全體。可使用自己與生俱來的「雷之力」。金剛角斷裂以後，藉由小明的力量，長出「金剛光角」作為武器。因使用極霸光而全身消滅殆盡。
超鬼神前鬼
在原作中，是前鬼因使用極霸光而全身消滅殆盡以後，藉由小明的「生命之光」與後鬼的「轉生之陣」所生的形體。在電視動畫版後期，是前鬼以自己的力量，加以小明和後鬼的力量，進化而成的形體。擁有所向披靡的力量。
鬥鬼神前鬼
在原作中，最後決戰時，前鬼的形體。可輕易解決超鬼神前鬼難以對付的敵人。
荒神人
在電視動畫版中，前鬼、後鬼與小明結合而成的前鬼最強形體，以絕招「金光輪極霸光」消滅魔神獸。
役小鬼（CV：齊藤昌；陳美貞（臺灣八大版）；林丹鳳）
中視版改譯為「役小春」。小明的奶奶，「役咒法堂」現任堂主，法力高強，被譽為「現代役小角」。尊稱前鬼「前鬼殿下」，尊稱後鬼「後鬼殿下」。
在原作中，她在小明幼時即退休、離開鬼神鎮，在日本各地尋找高強法師共同對付魔神獸；在電視動畫版中，她大部分時間都在鬼神鎮。
役壽海（CV：丸山詠二；孫中台（臺灣共通）；招世亮）
小鬼的弟弟，以輩份而言是小明的舅公，日本佛教老僧伽，為「麒麟寺」住持。雖已出家多年，但性格好色。擅長武術為「役流壽拳」。尊稱前鬼「前鬼殿下」，尊稱後鬼「後鬼殿下」。
役小角（CV：堀勝之祐；孫中台（臺灣共通）；張英才）
小明千年前的祖先。咒力高深，能役使前鬼，是真實存在的歷史人物。千年前成功以五芒星結界封印寄生樹。他能預知小明的時代將發生的事情，死後仍在關鍵時刻顯靈啟示役家後代，被役家後代尊稱「小角祖先」。
後鬼丸（CV：蘇強文）
在原作中，為千年前役小角的式神「後鬼」的轉世，幼時父母雙亡，由神仙坊扶養長大。電視動畫名為後藤晶，其父親為知名雕塑家，後藤晶也具備雕塑天賦，覺醒前性格膽怯，覺醒後性格與後鬼融合而立即轉為成熟。以守護役使者為己任，性格溫厚，可單手畫五芒星自行解除封印、變回原貌，外貌清麗俊美，比平時多了虎牙與雙尖角。能和小明的力量結合，能使前鬼進化成「超鬼神」而獲得所向披靡的力量。尊稱小明「主人」。
招式為「守護天蓋」與「不動龍棍」。守護天蓋能造出結界抵擋攻擊，不動龍棍能化土為棍以攻擊，並且依據意志伸長。
神酒壯真（CV：梁田清之；郭如舜（臺灣中視版第7至10集）→劉傑（臺灣中視版第15至17集）→于正昌（臺灣中視版其他集數）；鄺樹培、梁偉德（第8集代配））
影高野的退魔師，英俊的日本佛教密宗僧侶，頭戴墨鏡，使用以咒力化成的「退魔劍」戰鬥。在電視動畫版中，為尋找安久的下落而出走影高野，後來與小明和前鬼相遇，進而並肩作戰。
原作中，為了追查影高野被偷走的寄生果，與小明和前鬼相遇。曾聽說過存在能藉食用寄生果來變強的魔物，並一度誤會前鬼就是那個魔物，但後來犬神狼和黑帝的現身讓誤會得以解除。
栗林（CV：上田祐司；王中璇（臺灣中視版）、詹雅菁（臺灣八大版）；梁偉德（TVB）、周文瑛（影碟））
壽海的徒弟，麒麟寺的年輕僧侶。在電視動畫版中，他是小明的青梅竹馬，出場率大增，曾因暗戀小明而遭寄生果附身變成寄生獸。原型為《七龍珠》的克林。
神仙坊
在原作中，後鬼丸的監護人，扶養後鬼丸長大。長鴻版單行本改譯為「深仙坊」。原型為《水戶黃門》的「阿格」。
南雲清（CV：岡村明美；李宛鳳（臺灣中視版）；黃麗芳、沈小蘭（第14集代配））
小明的同學，暱稱「小清」。在動畫版中是唯一能理解犬神狼的人，因暗戀犬神狼而被羯磨果附身。尊稱犬神狼「犬神先生」。
亞子（CV：大谷育江；馮友薇（臺灣中視版第14集）→王中璇（臺灣中視版第27集後）；鄭麗麗）
小明的同學，在原作中被寄生獸變成模型。
空海大師（CV：梁耀昌）
平安時代人物，紀州高野的高僧，為告知役小綾黃金斧的秘密而來，後協助小明一行人見到黃金龍、取得黃金斧。
寄生果
外型酷似眼球，會附身到有著強烈慾望的生物上，並擴大其慾望。當吸收寄主足夠慾望或受到邪力催化時，寄生果會轉化成寄生獸，吞噬寄主意識；然而只要在寄主未被完全支配前打倒寄生獸，寄生果就會與寄主分離，寄主就不會有生命危險。一個寄生果只能附身在一個寄主身上。同一個寄生果，無論更換多少個寄主，都只能轉化成同一隻寄生獸。寄生獸的力量隨寄主而異。在原作中，寄生果附身時及轉化成寄生獸時，會以心電感應向寄主傳達簡短的訊息（例如「我會實現你的願望」之類）；在電視動畫版中則無。
在電視動畫版故事中期，羯磨死後殘存的怨念，使寄生果進化成「羯磨果」，寄生獸轉化成更強大的「羯磨獸」。

### 四咒士篇
鴉紋
敵視役家的咒殺士，為原作最初的敵人。
火咒羅
四咒士之一，善於炎術。
闇咒羅
四咒士唯一的女性，是一位年輕、外表妖豔的美女。
魔咒羅
四咒士之一，闇咒羅的哥哥。
死咒羅
四咒士頭領，武器為奪取他人靈魂的鐮刀。

### 犬神篇
犬神狼（CV：一條和矢、子安武人（日本PC-FX遊戲版）；于正昌（臺灣中視版）；郭志權）
犬神軍團首領，其式神為「黑帝」，初次現身在前鬼眾人面前即展現壓倒性的實力。在原作中，他只有17歲，在大阪市擁有自己的大樓，為了讓黑帝進化成魔神獸而積極尋找寄生果，大本營設在該大樓內。
在原作中，他藉由魔神獸繭之力變身為「魔神犬神狼」，最後被前鬼以極霸光消滅。
在電視動畫版中，他是黃泉國國王閻凱之子，為了讓黑帝進化成魔神獸而積極尋找羯磨果；但在黑帝進化成魔神獸以後，他遭影虎謀害未成，轉而在黑帝進化成魔神獸之後協助前鬼眾人消滅魔神獸。
黑帝
犬神狼的式神，吃了第106個寄生果或羯磨果後會結繭包覆全身；吃了第108個以後會變成「魔神獸」，進而毀滅人世間。在原作中，吃了第106個寄生果後結繭包覆全身，尚未變成魔神獸，即遭役小鬼結合日本各地的高強法師唸咒產生強大法力施壓，爆裂而死。在電視動畫版中，吃了第108個羯磨果，變成魔神獸，最後被荒神人前鬼消滅。
蟆
犬神四天王之一。侍奉犬神家一族。體型瘦高，穿著黑西裝卻散發出詭異氣息的男人。
血丸
犬神四天王之一。為統治世界的理由而侍奉犬神狼，自稱「早晨為犬神，夜晚由我統治」。
鬼門
犬神四天王之一。全身綁繃帶的男人。
骷髏和尚
犬神四天王之一。能自在操縱水，可聽對手內心的特殊能力。

### 帕薩拉篇
帕薩拉
在原作中，受役小角役使的鬼神軍團首領，實力在前鬼之上，曾折斷前鬼頭上的雙角。認為人類為邪惡慾望之源，故想消滅人類，但被役小角與其他鬼神合力封印，由鬼道家看守其封印。他最愛吃寄生獸，因為吃寄生獸時會一併吃掉寄生果與寄主。在小明的時代，他被意圖消滅役家的鬼道家解開封印，被前鬼再封印於月球表面。異形眾解開龍魔大帝的封印之後，被封印於月球表面的他被虛空解開封印，基於保護地球（而不是保護人類）的信念回到地球，與小明、前鬼、後鬼及毒士一同將龍魔大帝消滅。
英有紀
在原作中，小明的學姊，土御門高中合氣道社主將，「英神社」的巫女，父親是英神社主人。初登場時，制止剛次的惡質攬客行為，被已遭寄生果附身的剛次撕破巫女服而上空。後解救被寄生果附身的鬼神鎮鎮民。
鬼道秀一
小明的同班同學，鬼道家的獨生子。
剛次
有紀的同校生與青梅竹馬。是秀一的跟班，自己卻做惡質攬客行為。
鬼道巖
秀一的父親，鬼道神社神主，咒殺士。

### 附身神篇
風刃幻糸郎
在原作中，人類欲望形成的瘴氣雲生成的「附身神」之一，擁有分身能力，每個分身都擁有與本尊相同的能力。絕招為「烈空風刃霸」。最後被前鬼以「阿奇拉」消滅。
鏡亂雲骸
在原作中，人類欲望形成的瘴氣雲生成的「附身神」之一，能在鏡中移動，把鏡外的人關在鏡中，使他們產生悲傷與絕望；這些悲傷與絕望全部化成瘴氣被瘴氣雲吸收，鏡內的人逐漸衰弱而死。他的招式「反鏡亂」可以反彈對手的法術。最後被前鬼以「金剛角紅蓮怒」與「阿奇拉」消滅。

### 龍魔大帝篇
毒士·阿主虎
異形眾之一。原本協助虛空解開龍魔大帝的封印，與小明等人為敵。龍魔大帝暴走後屠殺異形眾，他成了異形眾唯一的倖存者，對此感到痛心，幫助小明等人消滅龍魔大帝。
龍魔大帝
異形眾之王，原作最後頭目。真面目為一條巨龍；腦部化身為「虛空」，有自己的肉體，外觀為一青年男人。被虛空解開封印後暴走，殺死除了毒士以外的全部異形眾。最後虛空幫助小明、前鬼、後鬼、毒士與帕薩拉，一同將牠消滅。

### 動畫原創角色

#### 羯磨篇
羯磨（CV：天野由梨；林美秀（臺灣八大版）；黃麗芳）
電視動畫版中的邪神。派遣「三邪魔師」解除各地寄生果的封印，企圖支配世間。本體是寄生果的生長源（精神體）「寄生樹」。趁小明等人回到過去期間解開寄生樹封印，实力明显在前鬼之上，不但能反弹前鬼金刚斧攻击，甚至能抵挡火焰咒和烈风咒混合前鬼攻击的真空雷焰击；后被觉醒的小明和前鬼破解其法力，被壮真以退魔剑刺中寄生树琥珀击倒。死後殘存的怨念使寄生果進化為羯磨果，寄生獸進化為羯磨獸。
剛羅（CV：笹岡繁藏；孫中台（臺灣共通）；黃子敬）
三邪魔師的男性成員。對羯磨懷有異心，處心積慮想取代羯磨將人間納入手中。妄想留在過去改變歷史，但以失敗告終。後來更矇騙小明等人，藉以取得前鬼的控制權，但遭紅蓮重創，最後被羯磨吸收。
紅蓮（CV：難波圭一；魏伯勤（臺灣共通）、郭如舜（臺灣中視版第7至10集）；黎偉明）
三邪魔師的男性成員。對羯磨非常忠誠，只要是羯磨的命令無不遵從。從過去返回時被剛羅暗算，而落入時間夾縫；後來被羯磨以盔甲保住流失的時間，方能繼續留存在世間，但最後被前鬼以金剛斧擊敗。
安久（CV：緒方惠美；李宛鳳（臺灣中視版）、詹雅菁（臺灣八大版）；謝潔貞）
三邪魔師唯一的女性成員。原為影高野大僧正的孫女，其咒力及身手在影高野無人能敵，卻被羯磨洗腦成為三邪魔師之一。曾一度被壯真喚醒記憶，但不久被羯磨擒回并以寄生果附體化為史上最強寄生獸，與前鬼的戰鬥力完全不相上下。最終被前鬼出其不意擒住并施放極道光，於壯真懷中灰飛煙滅。
役小綾（CV：橫山智佐；鄭麗麗）
役小角的後代，貌似役小明，也是小明八百年前的祖先。留著一頭棕色長髮，平時與小明同樣以兩串珠紮成雙馬尾。役使式神「護法童子」。與尋找金剛斧而回到過去的小明眾人相遇，因此懂得珍惜護法童子。

#### 犬神篇（動畫版）
犬神蓮月（CV：島本須美；蔡惠萍）
犬神狼的母親，為最後一顆羯磨果的寄主，亦是唯一沒有化身羯磨獸的寄主。被奪去羯磨果後遭影虎殺害。
影虎（CV：辻谷耕史；孫中台（臺灣中視版）；陳欣）
黃泉國軍團團長。他發動叛變，謀害犬神狼，奪取黑帝，想獨占魔神獸的力量，最後被魔神獸殺死。
蛭鬼（CV：難波圭一；魏伯勤（臺灣中視版）；馮錦堂）
黃泉國軍團團員，具有千里眼，能看出人类体内有否羯磨果存在。奉影虎之命監視犬神狼。
神錻羅（CV：菅原正志；于正昌（臺灣中視版）；蘇強文）
黃泉國軍團團員，身型壯大魁梧。中視版改譯為「卡不拉」。後被犬神殺死。
那戲（CV：三石琴乃；馮友薇（臺灣中視版）；盧素娟）
黃泉國軍團女性團員。中視版改譯為「那琪」。她與影虎、蛭鬼、神錻羅並列為黃泉國軍團四大天王，是黃泉國國王閻凱的親衛隊，敗於前鬼之後被影虎所殺。

#### 其他角色
桑折教授（CV：岩田安生；孫中台（臺灣中視版）；陳永信）
聖尼斯克大學文理學院心理學系教授，主要研究心靈考古學與超心理學，對羯磨果相關的事非常感興趣。
速水一惠（CV：高山南；王中璇（臺灣中視版）；黃鳳英）
桑折教授的助手。受到後藤恭司委託，前往後藤家調查靈異現象，而遭到羯磨獸攻擊，與小晶在逃亡中被小明眾人拯救。和小明之間經常逗嘴，卻是個威嚴滿滿的姊姊。後來遭羯磨果附身、化身為羯磨獸，在桑折教授、前鬼和後鬼聯手下被救回。
後藤晶（CV：緒方惠美；李宛鳳（臺灣共通）；陸惠玲）
在電視動畫版中，後藤恭司的兒子，為後鬼的轉世。其他設定資料與後鬼丸相同。
後藤恭司（CV：梁耀昌）
後藤晶的父親，雕刻家，遭羯磨獸殺死。
露露叭叭（CV：天野由梨；鄭麗麗）
謎一般的生物，被小明召喚出來的式神，身體為粉紅色的毛茸茸球體，叫聲為「叭露」，很受小明寵愛。
旁白（CV：石坂浩二；孫中台（臺灣共通）；招世亮）
僅於電視動畫版初期擔任旁白。

## 出版書籍
集英社
| 冊數 | 集英社     | 集英社                 | 長鴻出版社     | 長鴻出版社             |
| 冊數 | 發售日期   | ISBN                   | 發售日期       | ISBN                   |
| ---- | ---------- | ---------------------- | -------------- | ---------------------- |
| 1    | 1993年6月  | ISBN 978-4-08-871638-1 | 1994年10月3日  | ISBN 978-957-675-993-2 |
| 2    | 1993年10月 | ISBN 978-4-08-871639-8 | 1995年2月20日  | ISBN 978-957-675-994-9 |
| 3    | 1994年2月  | ISBN 978-4-08-871640-4 | 1995年5月6日   | ISBN 978-957-675-995-6 |
| 4    | 1994年6月  | ISBN 978-4-08-871656-5 | 1995年9月11日  | ISBN 978-957-796-058-0 |
| 5    | 1994年10月 | ISBN 978-4-08-871657-2 | 1995年12月8日  | ISBN 978-957-796-186-0 |
| 6    | 1995年1月  | ISBN 978-4-08-871658-9 | 1996年3月13日  | ISBN 978-957-796-347-5 |
| 7    | 1995年6月  | ISBN 978-4-08-871659-6 | 1996年6月11日  | ISBN 978-957-796-473-1 |
| 8    | 1995年9月  | ISBN 978-4-08-871898-9 | 1996年11月1日  | ISBN 978-957-796-575-2 |
| 9    | 1995年12月 | ISBN 978-4-08-871899-6 | 1997年1月8日   | ISBN 978-957-796-705-3 |
| 10   | 1996年4月  | ISBN 978-4-08-872065-4 | 1997年9月26日  | ISBN 978-957-796-804-3 |
| 11   | 1996年9月  | ISBN 978-4-08-872066-1 | 1997年10月4日  | ISBN 978-957-796-804-3 |
| 12   | 1996年12月 | ISBN 978-4-08-872067-8 | 1997年11月22日 | ISBN 978-957-537-091-6 |

竹書房
| 冊數 | 竹書房         | 竹書房                 |
| 冊數 | 發售日期       | ISBN                   |
| ---- | -------------- | ---------------------- |
| 1    | 2005年7月27日  | ISBN 978-4-81-246222-5 |
| 2    | 2005年7月27日  | ISBN 978-4-81-246223-2 |
| 3    | 2005年8月27日  | ISBN 978-4-81-246234-8 |
| 4    | 2005年8月27日  | ISBN 978-4-81-246235-5 |
| 5    | 2005年9月27日  | ISBN 978-4-81-246245-4 |
| 6    | 2005年9月27日  | ISBN 978-4-81-246246-1 |
| 7    | 2005年10月27日 | ISBN 978-4-81-246280-5 |

## 電視動畫
日本國內，1995年1月9日起至同年12月25日毎週一晚間18時00分至18時30分（日本標準時間）在東京電視網（TXN）首播，全51話，是日本至今唯一仍在瀨戶內電視台製作動畫時段播出的少年漫畫改編動畫。在首播期間曾經錄製成VHS和LD，均由波麗佳音發行。
台灣方面，首播權由中國電視公司影片組取得（以下簡稱「中視版」），並以雙語播出，主聲道為國語配音，副聲道為日語配音。超級電視台率先重播，片頭與片尾為超視自製版。除了八大電視重播時另外製作國語配音（以下簡稱「八大版」）以外，台灣其他電視頻道播的國語配音版本都是中視版。
中國大陸方面，1990年代齊魯電視台曾經播出前幾集就停播。
動畫版的基本設定大都忠實於漫畫原作，與漫畫版不一樣的是各回登場的角色、寄生獸有些微不同，後鬼的設定也和漫畫版大不同。由於漫畫版有很多殺必死（露內褲、上空）、性描寫及血腥殘虐的成人畫面，電視播出時是將這些成人畫面刪修。還有，動畫版第3話的內容改編自漫畫正傳連載以前的短篇，第31話的內容改編自漫畫正傳連載中發表的外傳。
2007年4月17日，由Kids Station以每週一集方式進行實質重播。同時TPO錄製成總共2卷的DVD-BOX，以限定版的方式持續進行網路販售至今，並附贈役小明黏土公仔。

### 製作人員
- 原作：菊秀、黑岩善宏
- 執行製作：伊地智啓
- 企劃：岩田圭介（東京電視台）、大野實（讀賣廣告社）、田原正利
- 導演：西村純二
- 劇本統籌：山口亮太
- 人物設定：本橋秀之（日语：本橋秀之）
- 視覺強化工作：中嶋敦子
- 機械設定：寺岡賢司（日语：寺岡賢司）
- 物品設計：山形厚史
- 製作設計：宮崎真一（日语：宮崎真一）
- 色彩指定：飯塚晶子
- 美術監督：小山俊久
- 攝影監督：藤倉直人
- 剪輯：森田清次（森田剪輯室）
- 沖印：東京現像所（日语：東京現像所）
- 音樂：津野剛司（日语：つのごうじ）
- 錄音演出：若林和弘
- 音效：依田安文
- 錄音調整：桑原邦男
- 錄音室：東京電視中心
- 錄音制作：Omnibus Promotion
- 音樂製作人：向井達也
- 動畫製片人：豐住政弘
- 製作人：小林教子→吉澤有（東京電視台）、今井修二→位下博一（讀賣廣告社）、朝倉千代子→千葉行利（K-Factory）
- 動畫製作：STUDIO DEEN
- 製作：東京電視台、讀賣廣告社、Kitty Film（後期改名K-Factory）

### 主題歌
片頭曲
「（中文：鬼神童子ZENKI）」（第1話－第28話）
作詞：乃塚玲央，作曲、編曲：津野剛司，主唱：影山浩宣
第51話（最終話）當片尾曲使用。
「（中文：超鬼神ZENKI，來迎聖臨！）」（第29話－第49話）
作詞：乃塚玲央，作曲、編曲：津野剛司，主唱：影山浩宣
片尾曲
「（中文：將微笑獻給你）」（第1話－第21話）
作詞：白峰美津子，作曲、編曲：津野剛司，主唱：瀧本瞳
「（中文：Sleepless Angels ～失眠夜的天使們～）」（第22話－第38話）
作詞：吉元由美，作曲、編曲：庄野賢一，主唱：橫山智佐
「（中文：奇蹟的超鬼神）」（第39話－第49話）
作詞：黑岩善宏，作曲、編曲：天野正道，主唱：橫山智佐、緒方惠美

### 各話標題
| 話數 | 首播日期      | 日文標題 | 中文標題                              | 編劇     | 分鏡              | 演出     | 作畫監督   | 登場敵人（日文讀音）            |
| ---- | ------------- | -------- | ------------------------------------- | -------- | ----------------- | -------- | ---------- | ------------------------------- |
| 1    | 1995年 1月9日 |          | 鬼神顯靈！我就是傳聞中的前鬼!!        | 山口亮太 | 西村純二          | 橫山廣行 | 本橋秀之   | 憑依獸·豺狼豺虎（さいろうさいこ）             |
| 2    | 1月16日       |          | 邪神羯磨 三邪魔師來到！               | 山口亮太 | 松本佳久          | 松本佳久 | 本橋秀之   | 憑依獸·錻韋獰（ブイドウ）               |
| 3    | 1月23日       |          | 小明危險了 小心快門按下去的那一刻！   | 時村尚   | 小川浩司          | 龜垣一   | 本橋秀之   | 憑依獸·蛇爬（ダキ）                 |
| 4    | 1月30日       |          | 慾望之壺 鬼神鎮黃金計劃               | 十川誠志 | 松本佳久          | 松本佳久 | 青木哲朗   | 憑依獸·邪光猿（ジャコウエン）               |
| 5    | 2月6日        |          | 食慾魔神 前鬼的味道是幾星級？         | 植田浩二 | 鈴木行            | 守岡博   | 山本泰一郎 | 憑依獸·威嚇（イカク）                 |
| 6    | 2月13日       |          | 電話的誘惑 少年又令電話鈴聲響起       | 時村尚   | 鈴木行            | 山口美浩 | 笠原彰     | 憑依獸·照虚霧（テレコム）               |
| 7    | 2月20日       |          | 煩惱的跑者 奔向黎明的終點！           | 植田浩二 | 松本佳久          | 松本佳久 | 金剛寺昭   | 憑依獸·伽藍陀（ガラニ）               |
| 8    | 2月27日       |          | 木乃伊旅館 盛大歡迎年輕女性!!         | 山口亮太 | 龜垣一            | 龜垣一   | 本橋秀之   | 血粧乾的蛭（ヒル）                  |
| 9    | 3月6日        |          | 地下室的鬼 炸裂！不動明王·火炎咒      | 山口亮太 | 鈴木行            | 神原敏昭 | 笠原彰     | 憑依獸·血粧乾（ケッショウカツ）               |
| 10   | 3月13日       |          | 魔犬大行進！憤怒的福太！              | 十川誠志 | 鈴木敏明          | 鈴木敏明 | 小林利充   | 憑依獸·血流鞭露死（ケルベロス）           |
| 11   | 3月20日       |          | 地底來的呼喚 武士的輓歌               | 十川誠志 | 神原敏昭          | 守岡博   | 木崎文智   | 憑依獸·碎動風士（サイドウフウシ）             |
| 12   | 3月27日       |          | 山丘上的雪女 消失在雪中的回憶         | 時村尚   | 橫山廣行          | 橫山廣行 | 小船井充   | 憑依獸·婆婁羅（バルラ）               |
| 13   | 4月3日        |          | 壽·繪馬交戰 激烈的空中大戰            | 植田浩二 | 松本佳久          | 津田義三 | 小林利充   | 憑依獸·瘋髏（フウガイ）                 |
| 14   | 4月10日       |          | 傳說中的鬼神 揭開前鬼的秘密           | 植田浩二 | 鈴木行            | 鈴木行   | 中嶋忠二   | （總集篇）                      |
| 15   | 4月17日       |          | 鬼神封印計劃                          | 山口亮太 | 牧野行洋          | 山口美浩 | 笠原彰     | 憑依獸·囮屍魔紫（）             |
| 16   | 4月24日       |          | 黑暗的咒縛 壯真對安久                 | 山口亮太 | 鈴木行            | 牛草健   | 七海修     | 憑依獸·囮屍魔紫（）             |
| 17   | 5月1日        |          | 女邪魔師的隕落 安久最長的一天         | 十川誠志 | 龜垣一            | 龜垣一   | 本橋秀之   | 憑依獸·呪羅（ジュラ）                   |
| 18   | 5月8日        |          | 黃金龍的覺醒 前往夢幻的不老不死山     | 時村尚   | 橫山廣行          | 橫山廣行 | 木崎文智   | 無                              |
| 19   | 5月15日       |          | 雙生的小明 八百年的誓約               | 植田浩二 | 松本佳久 西村純二 | 守岡博   | 笠原彰     | 物怪 憑依獸·錻練擰（ブレンドウ）          |
| 20   | 5月22日       |          | 平安京大火 金剛斧快來！               | 十川誠志 | 神原敏昭          | 清水明   | 小林利充   | 憑依獸·火堕裸（カダラ）               |
| 21   | 5月29日       |          | 急速飛進未來！閃耀在古都的五芒星      | 山口亮太 | 鈴木行            | 鈴木吉男 | 瀧川和男   | 無                              |
| 22   | 6月5日        |          | 毀滅鬼神鎮？「水之陣」                | 時村尚   | 渡邊哲哉          | 牛草健   | 柳澤哲也   | 巨大山椒魚                      |
| 23   | 6月12日       |          | 背叛者剛羅「金之陣」、「土之陣」      | 植田浩二 | 橫山廣行          | 橫山廣行 | 新井豐     | 骸骨 巨大蚯蚓                   |
| 24   | 6月19日       |          | 重生！前鬼 「火之陣」                 | 十川誠志 | 鈴木行            | 岡崎幸男 | 小林利充   | 炎之獅子                        |
| 25   | 6月26日       |          | 最終決戰！羯磨王的終結                | 山口亮太 | 織田宏            | 織田宏   | 服部憲知   | 憑依之樹                        |
| 26   | 7月3日        |          | 鬼神祭之夜 守護神露露叭叭登場         | 植田浩二 | 鈴木行            | 守岡博   | 小林一三   | （總集篇）                      |
| 27   | 7月10日       |          | 新敵人 真正的黃泉王子                 | 山口亮太 | 西村純二          | 織田宏   | 本橋秀之   | 怨念因果                        |
| 28   | 7月17日       |          | 覺醒的鼓動！小晶的秘密                | 時村尚   | 川瀨敏文          | 岡尾貴洋 | 瀧川和男   | 羯磨獸·蜈蠕蟲（こぜんちゅう）               |
| 29   | 7月24日       |          | 咆哮！超鬼神 超能量·曼哈奴·薩姆斯卡拉 | 十川誠志 | 橫山廣行          | 橫山廣行 | 新井豐     | 羯磨獸·伽藍堕（がらんだ）               |
| 30   | 7月31日       |          | 偷臉怪 小心搭訕男子！                 | 時村尚   | 岡崎幸男          | 清水明   | 小林利充   | 羯磨獸·斷螯殻（だんこうかく）               |
| 31   | 8月7日        |          | 指間創造的靈魂 娃娃之夜               | 植田浩二 | 織田宏            | 織田宏   | 笠原彰     | 羯磨獸·擰流（どうる）                 |
| 32   | 8月14日       |          | 恐怖的湖 你聽！精靈的歌聲             | 山口亮太 | 佐藤育郎          | 佐藤育郎 | 中村彰     | 羯磨獸·蛟（みづち）                   |
| 33   | 8月21日       |          | 慾望的碎片 小明，絕對絕命             | 十川誠志 | 篁蒼氓            | 織田宏   | 奧野浩行   | 羯磨獸·蘶鵺蹣（ギヤマン）               |
| 34   | 8月28日       |          | 壽海出征！請惠賜達摩福神神聖的一票    | 植田浩二 | 川瀨敏文          | 守岡博   | 新井豐     | 羯磨獸·腑瞳憑（フドウヒョウ）               |
| 35   | 9月4日        |          | 射滿月的弓 一子前輩的秘密             | 山口亮太 | 橫山廣行          | 橫山廣行 | 新井豐     | 羯磨獸·矢錻釵女（やぶさめ）             |
| 36   | 9月11日       |          | 禁地的花園 讓頭上開滿了花             | 十川誠志 | 織田宏            | 織田宏   | 笠原彰     | 羯磨獸·梅雷羅（バララ）               |
| 37   | 9月18日       |          | 巨星誕生 雙口相聲OK!?                 | 時村尚   | 篁蒼氓            | 清水明   | 小林利充   | 羯磨獸·死罵咥（シバキ）               |
| 38   | 9月25日       |          | 迷淵惡夢 壯真的歸來                   | 十川誠志 | 池端隆史          | 菱川直樹 | 井上榮作   | 羯磨獸·佗鬼牙魅（タキガミ）             |
| 39   | 10月2日       |          | 蛭鬼的陰謀 黃泉影虎的出現             | 植田浩二 | 西村純二          | 守岡博   | 中村彰     | （總集篇）                      |
| 40   | 10月9日       |          | 危險的偶遇 動搖小清的思念             | 時村尚   | 渡邊哲哉          | 牛草健   | 新井豐     | 羯磨獸·隷羅（レイラ）                 |
| 41   | 10月16日      |          | 黑帝被奪走 犬神追殺令！               | 山口亮太 | 白旗伸朗          | 白旗伸朗 | 中村彰     | 羯磨獸·出塵蟶髏（デステール）             |
| 42   | 10月23日      |          | 狙殺小晶 黃泉來的襲擊者               | 十川誠志 | 橫山廣行          | 橫山廣行 | 中村彰     | 無                              |
| 43   | 10月30日      |          | 靈氣逼人的黑夜 對小明的磨練           | 時村尚   | 須永司            | 織田宏   | 笠原彰     | 羯磨獸·狗影沙（クエイサ）               |
| 44   | 11月6日       |          | 聖母的奇蹟 月牙玉的記憶               | 植田浩二 | 清水明            | 清水明   | 小林利充   | 羯磨獸·戯茘鐚（キリア）               |
| 45   | 11月13日      |          | 一惠拂曉死亡！襲擊幻象羯磨獸          | 山口亮太 | 菱川直樹          | 菱川直樹 | 井上榮作   | 羯磨獸·豫孥傴（シャドウ）               |
| 46   | 11月20日      |          | 美人野獸 惡夢的反動力                 | 十川誠志 | 牛草健            | 牛草健   | 中村彰     | 羯磨獣·豫孥傴 羯磨獸·白孥猗（シラヌイ） |
| 47   | 11月27日      |          | 役咒法堂受到襲擊 不動龍棍現身了       | 十川誠志 | 白旗伸朗          | 白旗伸朗 | 新井豊     | 羯磨獸·白孥猗                   |
| 48   | 12月4日       |          | 月與狼的命運 越過白銀前進！           | 時村尚   | 武藤裕治          | 橫山廣行 | 中村彰     | 羯磨獸·白孥猗                   |
| 49   | 12月11日      |          | 鬼神對犬神 命運的終極戰鬥             | 植田浩二 | 江上潔            | 江上潔   | 村中博美   | 羯磨獸·白孥猗 犬神狼最終形態    |
| 50   | 12月18日      |          | 破壞神降臨 戰鬥！勇敢的人類們啊       | 時村尚   | 西村純二          | 清水明   | 小林利充   | 魔神獸                          |
| 51   | 12月25日      |          | 朱鬼神 釋放！金剛輪極霸光             | 山口亮太 | 西村純二          | 守岡博   | 中村彰     | 魔神獸                          |

### 播放電視台
| 播放地區      | 播放電視台   | 所屬聯播網                       | 播放時間（UTC+9）         | 備註                           |
| ------------- | ------------ | -------------------------------- | ------------------------- | ------------------------------ |
| 關東廣域圈    | 東京電視台   | 東京電視網                       | 星期一 18時00分－18時30分 | 製作局                         |
| 北海道        | 北海道電視台 | 東京電視網                       | 星期一 18時00分－18時30分 | 同時播出                       |
| 愛知縣        | 愛知電視台   | 東京電視網                       | 星期一 18時00分－18時30分 | 同時播出                       |
| 大阪府        | 大阪電視台   | 東京電視網                       | 星期一 18時00分－18時30分 | 同時播出                       |
| 岡山縣 香川縣 | 瀨戶內電視台 | 東京電視網                       | 星期一 18時00分－18時30分 | 同時播出                       |
| 福岡縣        | TXN九州      | 東京電視網                       | 星期一 18時00分－18時30分 | 同時播出 現已改名：TVQ九州放送 |
| 青森縣        | 青森電視台   | TBS系列                          | 星期五 16時00分－16時30分 | 延滯播出                       |
| 宮城縣        | 東日本放送   | 朝日電視網                       | 星期二 17時00分－17時30分 | 延滯播出                       |
| 山形縣        | TVU山形      | TBS系列                          | 星期五 16時55分－17時25分 | 延滯播出                       |
| 福島縣        | 福島電視台   | 富士電視網                       | 星期一 16時30分－17時00分 | 延滯播出                       |
| 富山縣        | 富山電視台   | 富士電視網                       | 星期二 16時30分－17時00分 | 延滯播出                       |
| 石川縣        | 金澤電視台   | 日本電視網                       | 星期二 17時00分－17時30分 | 延滯播出                       |
| 福井縣        | 福井電視台   | 富士電視網                       | 星期二 16時30分－17時00分 | 延滯播出                       |
| 山梨縣        | 山梨電視台   | TBS系列                          | 星期三 15時55分－16時25分 | 延滯播出                       |
| 長野縣        | 長野放送     | 富士電視網                       | 星期四 16時30分－17時00分 | 延滯播出                       |
| 鳥取縣 島根縣 | 山陰放送     | TBS系列                          | 星期一 17時30分－18時00分 | 延滯播出                       |
| 廣島縣        | 新廣島電視台 | 富士電視網                       | 星期五 17時25分－17時55分 | 延滯播出                       |
| 愛媛縣        | 愛電視台     | TBS系列                          | 星期日 6時00分－6時30分   | 延滯播出                       |
| 高知縣        | 高知電視台   | TBS系列                          |                           | 延滯播出                       |
| 佐賀縣        | 佐賀電視台   | 富士電視網                       | 星期六 6時45分－7時15分   | 延滯播出                       |
| 長崎縣        | 長崎放送     | TBS系列                          | 星期日 17時00分－17時30分 | 延滯播出                       |
| 熊本縣        | 熊本電視台   | 富士電視網                       | 星期六 6時45分－7時15分   | 延滯播出                       |
| 宮崎縣        | 宮崎電視台   | 富士電視網 日本電視網 朝日電視網 | 星期一 16時00分－16時30分 | 延滯播出                       |
| 鹿兒島縣      | 南日本放送   | TBS系列                          | 星期三 16時24分－16時54分 | 延滯播出                       |
| 沖繩縣        | 琉球放送     | TBS系列                          | 星期四 16時30分－17時00分 | 延滯播出                       |

## OVA
《鬼神童子ZENKI外傳 ～黯鬼奇譚～》。1997年3月21日發行。與之前的漫畫版、電視動畫版不一樣的是，故事內容比較偏向於嚴肅和悲劇。
製作人員
- 導演、分鏡：西村純二
- 編劇：山口亮太
- 人物設定、作畫監督：木崎文智
- 演出：白旗伸朗
- 美術監督：小山俊久
- 攝影監督：藤倉直人
- 剪輯：森田清次
- 音樂：津野剛司（日语：つのごうじ）
- 錄音演出：若林和弘
- 製作人：小暮一雄、稻垣高廣
- 動畫製作：STUDIO DEEN
- 製作：日本古倫美亞、K-Factory

主題歌
片尾曲「（中文：超鬼神ZENKI，來迎聖臨！）」
作詞：乃塚玲央，作曲、編曲：津野剛司，主唱：影山浩宣
插入歌「（中文：鬼神童子ZENKI）」
作詞：乃塚玲央，作曲、編曲：津野剛司，主唱：影山浩宣

## 遊戲軟體
- 《鬼神童子ZENKI 烈鬥雷傳（日语：鬼神童子ZENKI 烈闘雷伝）》：1995年8月4日發售，對應機種為SFC，Hudson製作發行，類型為動作類遊戲。
- 《鬼神童子ZENKI》：1995年9月1日發售，對應機種為Game Gear，Sega製作發行，類型為動作類遊戲。
- 《鬼神童子ZENKI 電影雷舞（日语：鬼神童子ZENKI 電影雷舞）》：1995年11月24日發售，對應機種為SFC，Hudson製作發行，類型為動作類遊戲。
- 《鬼神童子ZENKI FX 金剛焱鬥（日语：鬼神童子ZENKI FX 金剛焱闘）》：1995年12月22日發售，對應機種為PC-FX，Hudson製作發行，類型為動作類遊戲。
- 《鬼神童子ZENKI 天地鳴動（日语：鬼神童子ZENKI 天地鳴動）》：1996年2月23日發售，對應機種為SFC，Hudson製作發行，類型為桌上遊戲。

## 腳註

## 外部連結
日本
- 《鬼神童子ZENKI》動畫版DVD-BOX通信販賣官方網站 （页面存档备份，存于） （日語）
- 黑岩善宏的官方個人網站 （页面存档备份，存于） （日語）

海外
- 鬼神童子ZENKI（漫畫）在動畫新聞網百科全書中的資料（英文） （英文）
- 鬼神童子ZENKI（動畫）在動畫新聞網百科全書中的資料（英文） （英文）
- 鬼神童子ZENKI（OVA）在動畫新聞網百科全書中的資料（英文） （英文）
- 互联网电影数据库（IMDb）上《鬼神童子ZENKI》的资料（英文）